# Supergustatori
I super gustatori (in inglese super-tasters) sono individui che possiedono una sensibilità gustativa notevolmente superiore rispetto alla media della popolazione. Questa caratteristica è dovuta a una maggiore densità di papille gustative sulla lingua, che consente loro di percepire i sapori in modo più intenso e dettagliato. La condizione è legata alla genetica, ed è riconosciuta principalmente per la sensibilità accentuata verso determinati gusti, come l'amaro.

## Caratteristiche fisiologiche
I super gustatori possiedono un numero significativamente maggiore di papille gustative rispetto agli individui con sensibilità gustativa normale o inferiore (questi ultimi sono conosciuti come "non gustatori" o "ipo-gustatori"). Le papille gustative sono piccole protuberanze sulla lingua che contengono recettori sensoriali per il gusto. Una persona normale ha circa 2.000-5.000 papille gustative, mentre un super gustatore può averne più di 10.000. Questo aumenta la capacità di distinguere e percepire i sapori in modo più dettagliato e intenso.
I super gustatori tendono ad essere particolarmente sensibili a gusti come l'amaro, il quale viene percepito in modo molto più marcato rispetto a persone con una sensibilità gustativa normale. Questo è particolarmente evidente in alimenti come broccoli, cavoletti di Bruxelles, caffè e alcune varietà di vino.

## Genetica e recettori del gusto
La maggiore sensibilità ai sapori amari è legata a specifici recettori del gusto nel corpo umano, in particolare al recettore TAS2R38, che è responsabile della percezione di composti amari presenti in molti alimenti. Le persone che possiedono varianti di questo gene particolarmente sensibili avvertono i sapori amari con maggiore intensità. Inoltre, alcuni studi suggeriscono che i super gustatori possano essere più sensibili anche ad altri gusti come il dolce, l'acido e il salato, sebbene la loro sensibilità agli altri sapori non sia così marcata come quella per l'amaro.

## Implicazioni sensoriali
La maggiore sensibilità ai sapori amari può influire sulle preferenze alimentari dei super gustatori. Questi individui tendono ad evitare alimenti che contengono sapori amari forti, come verdure amare (broccoli, cavoli, lattuga), caffè, tè forte, cioccolato fondente e alcune varietà di vino rosso. Al contrario, potrebbero preferire alimenti più dolci o meno speziati.
Inoltre, i super gustatori possono avere una percezione più intensa di cibi piccanti e speziati, trovandoli spesso troppo forti o sgradevoli, mentre le persone con una sensibilità gustativa inferiore potrebbero apprezzarli di più.

## Differenze individuali
Si stima che circa il 25% della popolazione mondiale sia composta da super gustatori, anche se la percentuale può variare in base a fattori genetici e ambientali. In generale, le donne sembrano essere più inclini a essere super gustatori rispetto agli uomini. La prevalenza può variare anche a seconda della razza e dell'etnia, con alcune popolazioni che presentano una maggiore incidenza di super gustatori.

## Metodi di identificazione
Uno dei metodi più comuni per identificare i super gustatori è l'uso di composti chimici che inducono una percezione di amaro. Un esempio è il 6-n-propiltiouracile (PROP), una sostanza che molti super gustatori percepiscono come estremamente amara, mentre altre persone non la avvertono o la percepiscono in modo molto più debole. I test di sensibilità al PROP sono usati in molti studi per determinare la sensibilità gustativa di un individuo.

## Conclusioni
I super gustatori rappresentano una varietà della percezione del gusto umana, con una sensibilità unica che influenza le loro preferenze alimentari e la loro esperienza sensoriale. La comprensione di questa condizione è importante sia per l'ambito della ricerca scientifica che per l'industria alimentare, poiché la consapevolezza delle differenze gustative può aiutare a migliorare l'offerta di cibi e bevande per soddisfare le diverse esigenze del consumatore.